# Gleisweiler
Gleisweiler è un comune di 595 abitanti della Renania-Palatinato, in Germania.
Appartiene al circondario (Landkreis) della Weinstraße Meridionale (targa SÜW) ed è parte della comunità amministrativa (Verbandsgemeinde) di Edenkoben.

## Galleria d'immagini

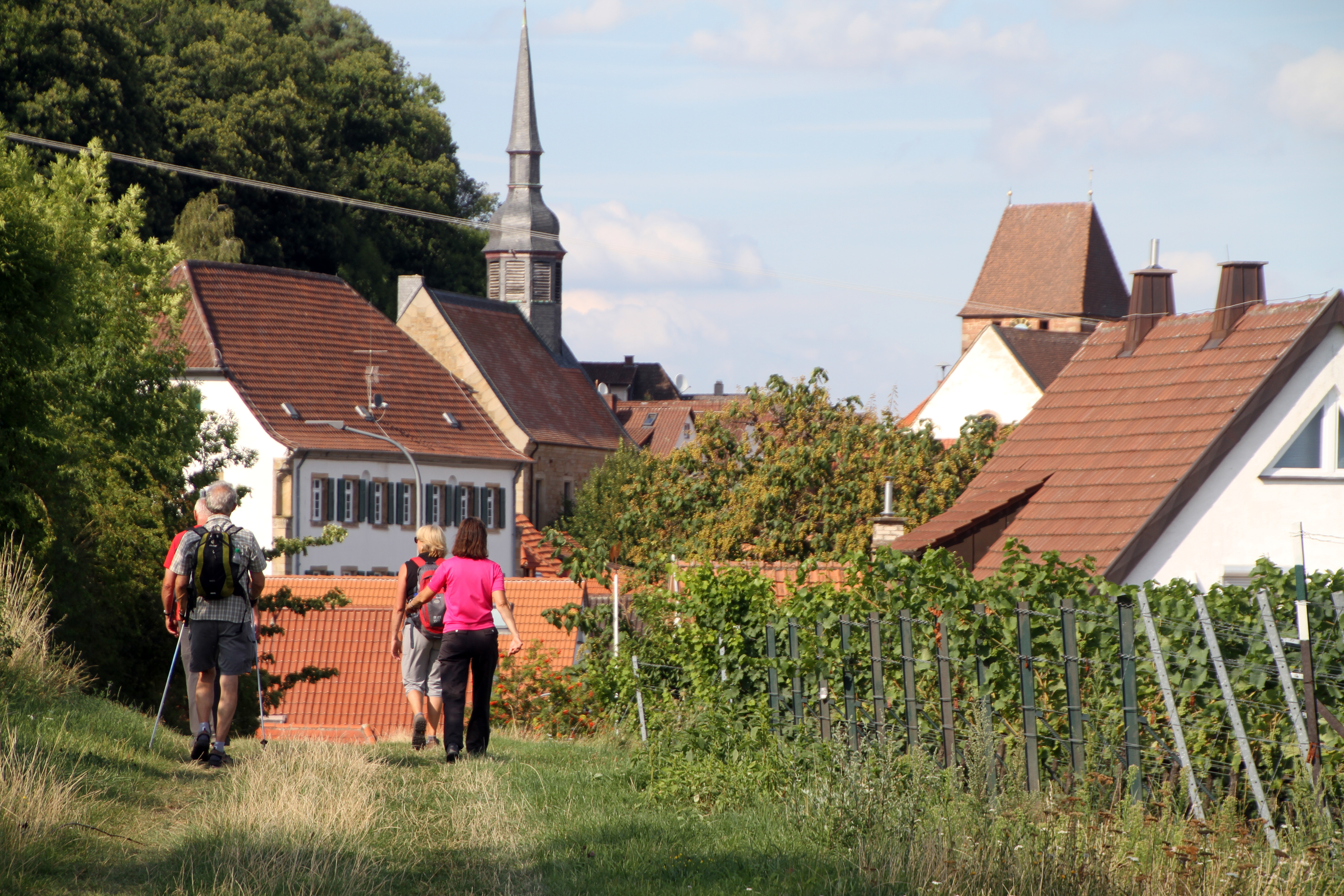
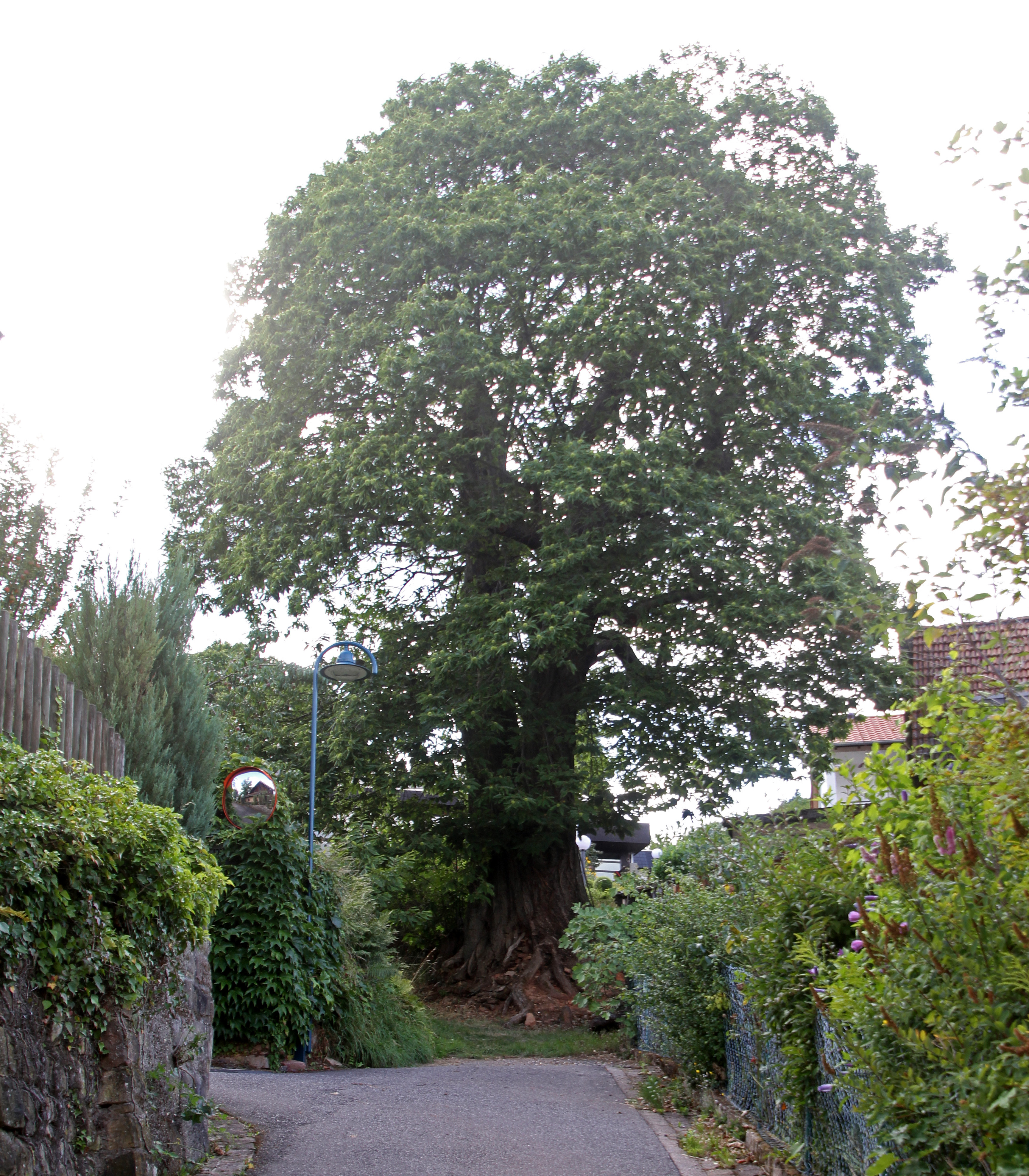
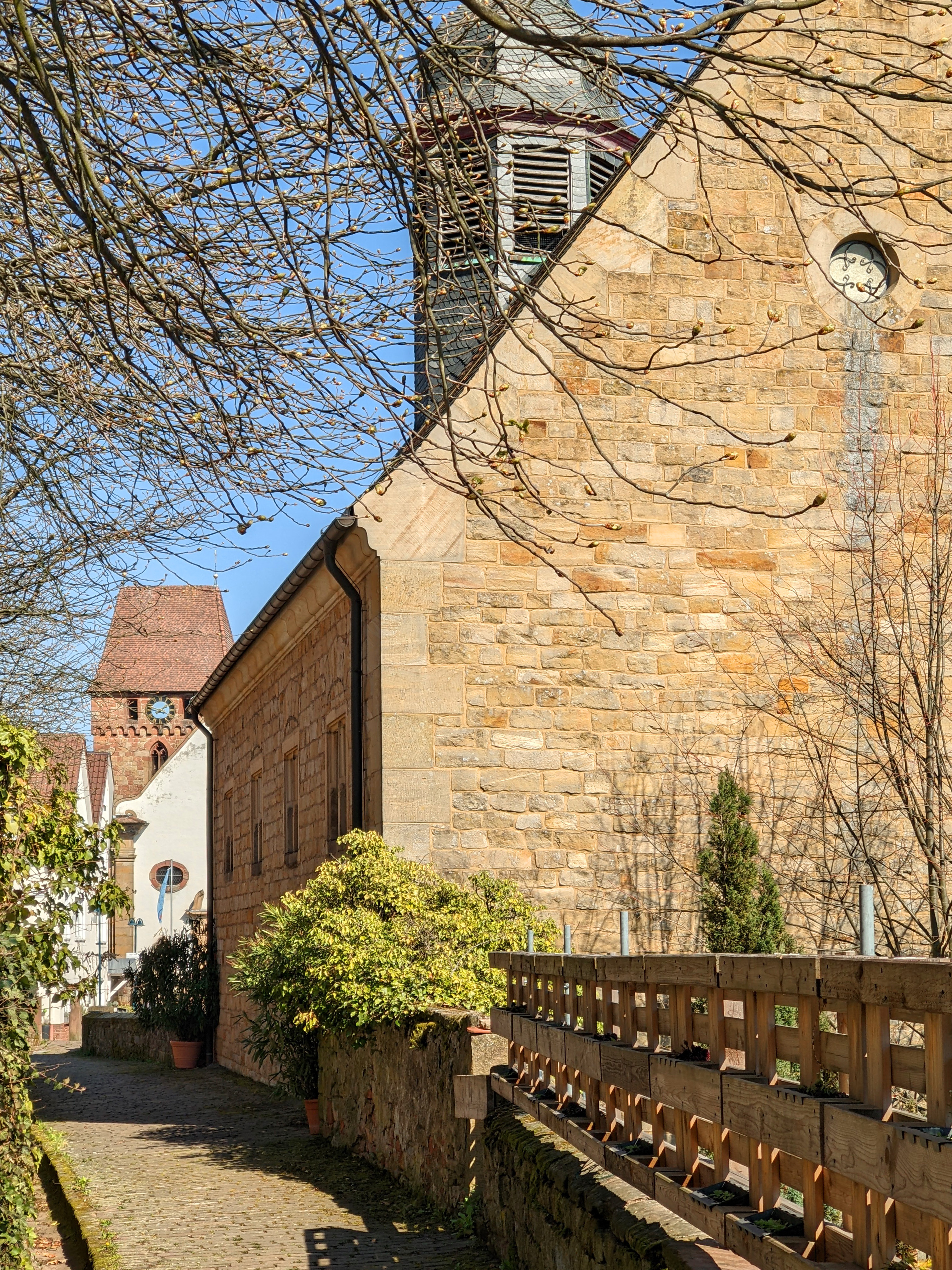
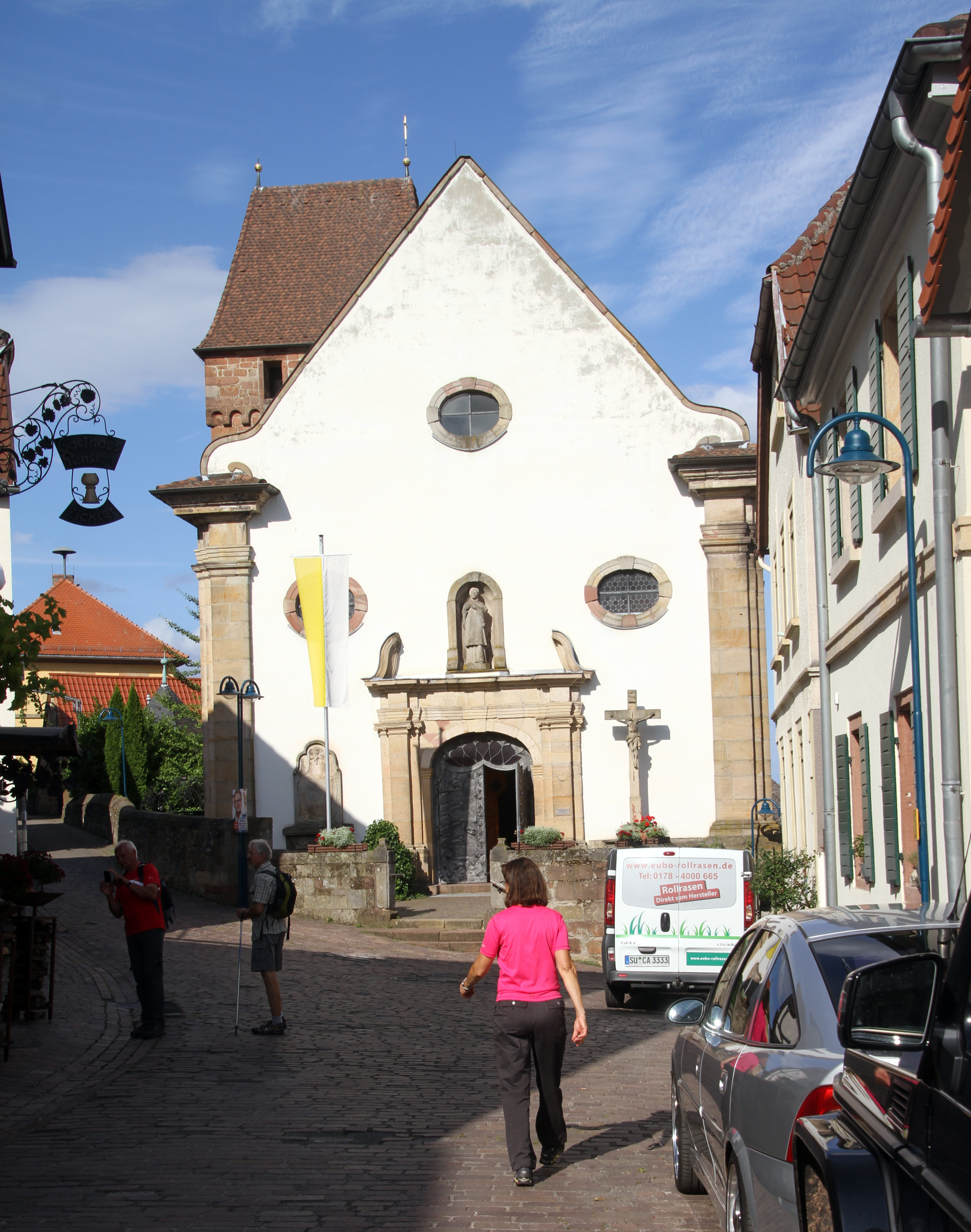
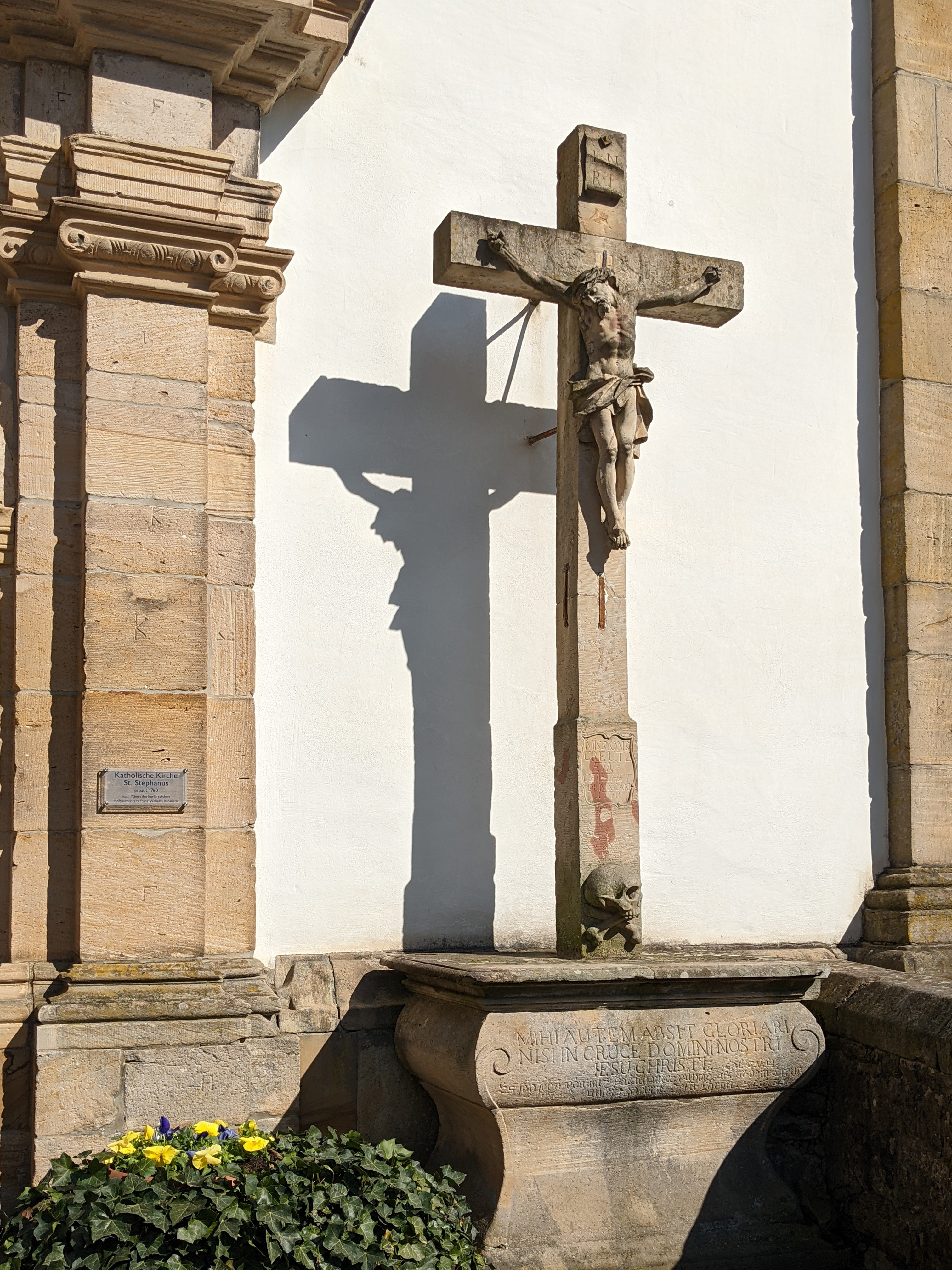
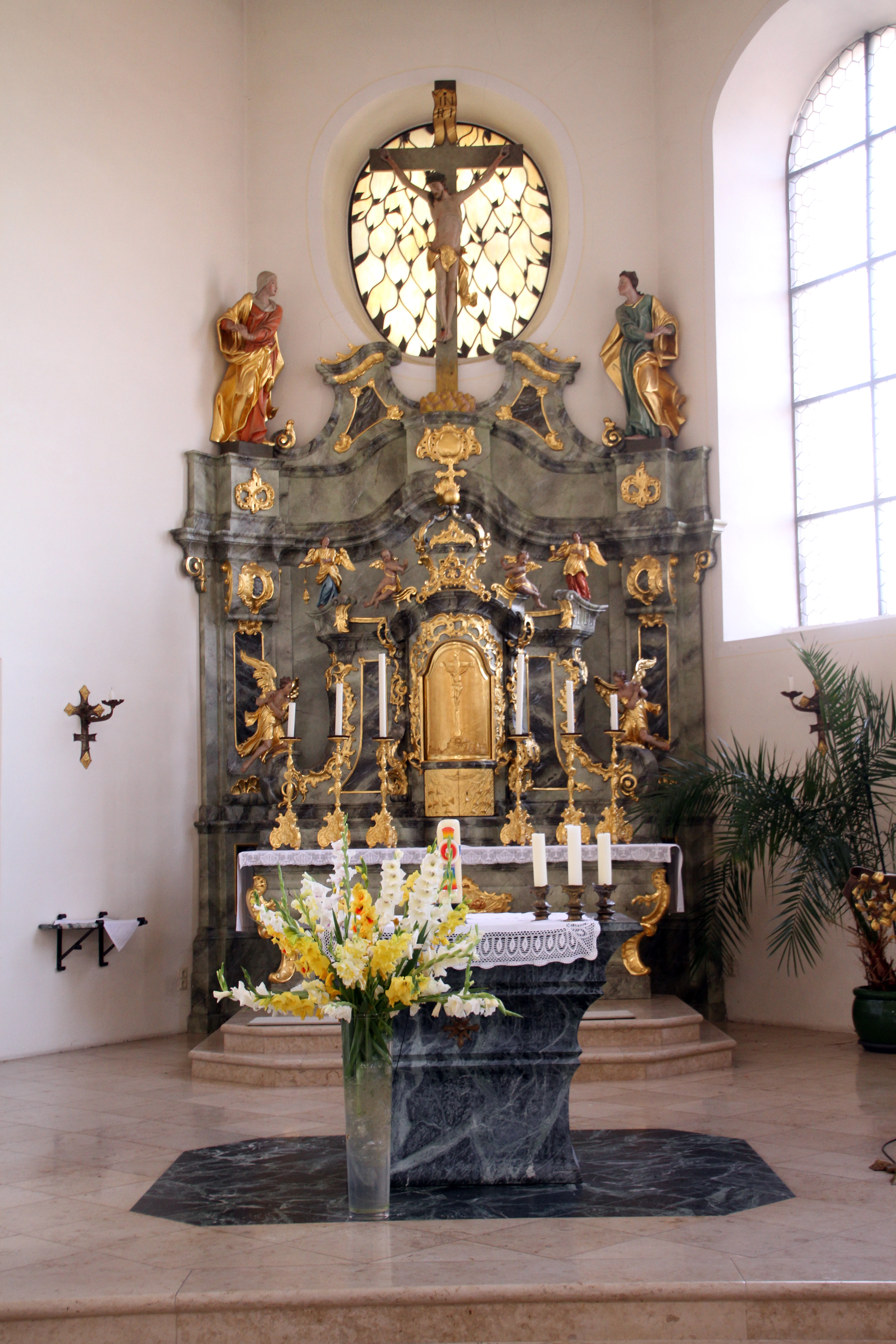
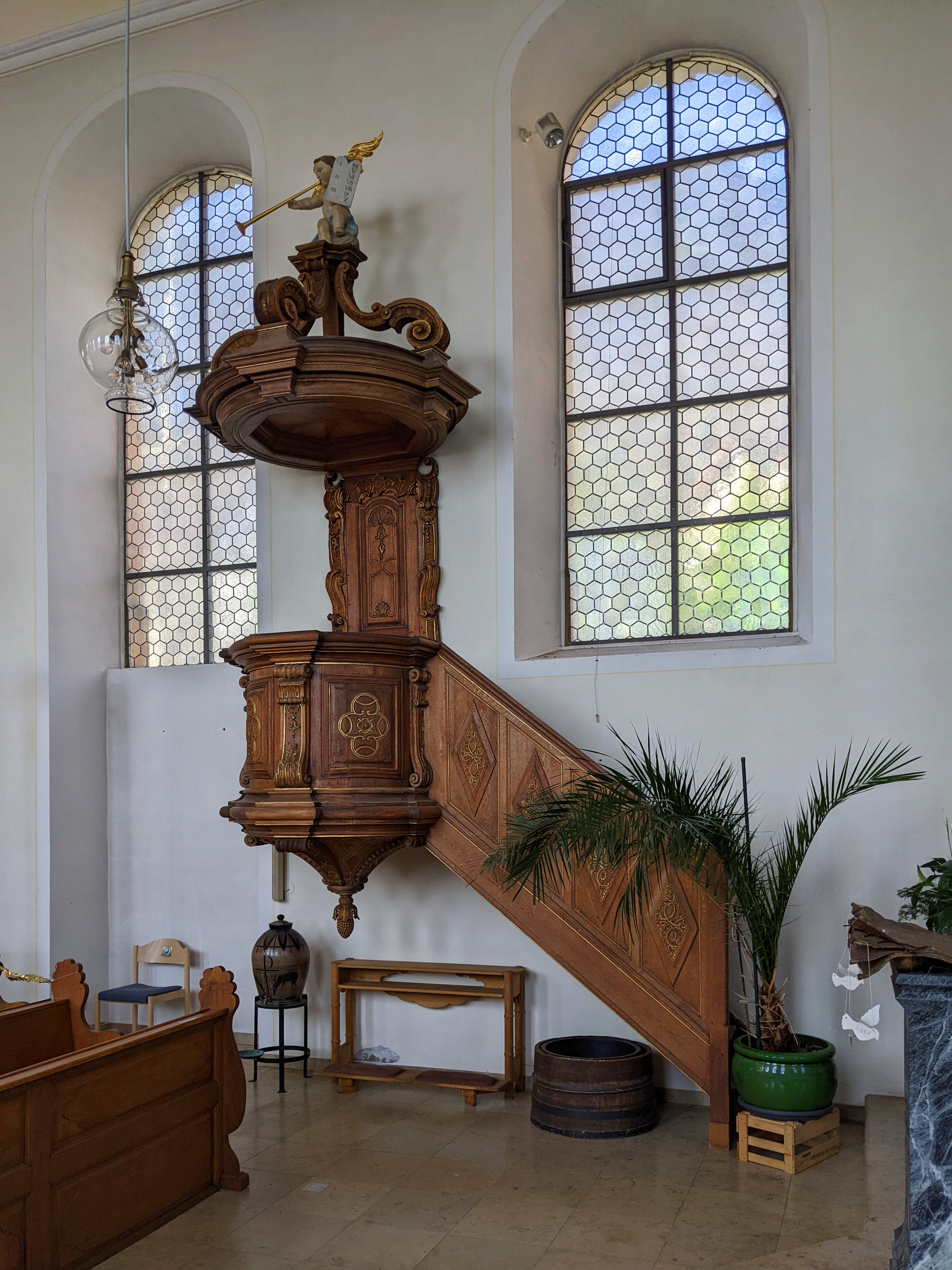